# Pisani govnar
Pisani govnar (znanstveno ime Panaeolus papilionaceus) je gliva iz rodu govnarjev (Panaeolus).

## Značilnosti
Klobuk pri mladih gobah poloblaste nato zvonaste oblike. Je bež, rjaste barve, svetlejši pri posušenih primerkih, z vidnimi ostanki koprene na robu. Pri odraslih gobah je na površini mreža drobnih gub, ki jih je pri mladih ali dehidriranih primerkih težko opaziti.
Lističi so široki in gosti, imajo svetlo ostrinko in so marmorirani zaradi neenakomernega dozorevanja trosov.
Bet je tanek, valjast in podolgovat. Sivo rjav in po celi površini poprašen. V zgornjem delu progast in pokrit z drobnimi kapljicami, ki postanejo črne, ko se na njih začnejo nabirati trosi.

## Razširjenost in življenjski prostor
Je saprofit in raste direktno na konjskem ali kravjem gnoju na pašnikih.

## Mikroskopske značilnosti
Trosni prah je črn. Trosi so gladki in limonaste oblike z vidno kalitveno poro in mestom pritrditve na sterigmo.  Velikost: 13,6-17 × 8-12 µm
Kot pri vseh govnarjih je ostrinka lističev sterilna - sestavljena samo iz keilocistid in brez bazidijev. Zato je značilno svetle barve.
Bet ima poprašen videz zaradi kaulocistid.

## Podobne vrste
- košenični govnar (Panaeolus foenisecii) ima bradavičaste in ožje trose.

## Uporabnost
Neužiten. Nekateri avtorji mu pripisujejo psihoaktivne lastnosti, vendar ne vsebuje psilocibina.

## Galerija slik
- Mladi gobi
- Govnar na kravjeku
- Klobučka
- Marmorirani lističi
- Neenakomerno dozoreli trosi